# Dolní Bečva
Dolní Bečva (in tedesco Unterbetschwa) è un comune della Repubblica Ceca facente parte del distretto di Vsetín, nella regione di Zlín.